# Olivier du Bouchet de Sourches
Pour les autres membres de la famille, voir Famille du Bouchet de Sourches.
Olivier du Bouchet, marquis de Sourches, duc de Tourzel, est un homme politique français, né le 23 juillet 1804 à Paris et mort le 13 juillet 1845 à Montfort-l'Amaury.

## Biographie
Petit-fils de la duchesse Louise-Élisabeth de Croÿ de Tourzel, Olivier-Henri-Roger du Bouchet est le fils de Charles du Bouchet (1768-1815), marquis de Sourches et de Tourzel, grand prévôt de France, et d'Augustine Éléonore de Pons. Il est notamment le neveu du duc Armand Joseph de Béthune, ainsi que le beau-frère du duc Amédée de Pérusse des Cars, du duc Émeric de Durfort-Civrac de Lorge et de Paul Vogt d'Hunolstein.
Il sert pendant l'Expédition d'Alger comme officier d'ordonnance de son beau-frère, le duc des Cars.
Il est nommé pair de France le 27 janvier 1830, par le roi Charles X.
La chute de la Restauration, en août 1830, et l'arrivée de Louis-Philippe d'Orléans au pouvoir, le font rentrer dans la vie privée
Il meurt sans laisser de descendance, le titre de duc de Tourzel s'éteint avec lui et sa fortune passe, après lui, à sa sœur, la duchesse des Cars.

### Mariage et descendance
Il épouse en 1832 Victurnienne Anastasie Victorine de Crussol d'Uzès (Paris, 24 juin 1809 - Hyères, 18 février 1837), fille d'Adrien-François-Emmanuel de Crussol d'Uzès, duc de Crussol, député du Gard, puis pair de France héréditaire, chevalier des ordres de Saint Louis et de la Légion d'honneur, et de Catherine Victurnienne Victorine de Rochechouart de Mortemart.
Elle est la petite fille du 10e duc d'Uzès et celle du duc de Mortemart.
Tous deux ont uniquement un fils, mort jeune avant son père :
- Louis Emmanuel du Bouchet de Sourches, marquis de Tourzel (25 août 1835 - Néris, 8 septembre 1844)[3].